# Gryposuchinae
De Gryposuchinae zijn een onderfamilie van uitgestorven gavialen. Ze leefden van het Laat-Oligoceen tot Laat-Pleistoceen in het Caribische gebied, Midden- en Zuid-Amerika.

## Taxonomie
- Onderfamilie †Gryposuchinae
  - † Geslacht Aktiogavialis
  - † Geslacht Dadagavialis
  - † Geslacht Gryposuchus
  - † Geslacht Ikanogavialis
  - † Geslacht Siquisiquesuchus
  - † Geslacht Piscogavialis
  - † Geslacht Hesperogavialis

## Kenmerken
De Gryposuchinae hadden een lange, smalle snuit. Gryposuchus behoorde met een lengte van tien meter tot de grootst bekende krokodilachtigen. Andere vormen, zoals de ruim twee meter lange Dadagavialis, waren kleiner. De Gryposuchinae leefden met name in kustgebieden en voedden zich met kleine prooidieren.

## Verwantschap
De Gryposuchinae zijn de zustergroep van de echte gavialen. Vermoedelijk leefde de gemeenschappelijke voorvader, een op Eogavialis gelijkende vorm, in kustgebieden.